# Кулісний механізм

Кривошипно-кулісний механізм з коливною кулісою

Кривошипно-кулісний механізм з поступально рухомою кулісою (шотландський механізм)

Кулі́сний механі́зм (англ. coulisse mechanism) — шарнірний механізм, що перетворює обертовий або хитний рух у зворотно-поступальний або навпаки за допомогою рухомих ланок — куліси та кулісного каменя, які утворюють між собою поступальну (іноді обертальну при дуговій кулісі) кінематичну пару.

## Різновиди кулісних механізмів
До найпоширеніших механізмів такого типу належать чотириланкові плоскі кулісні механізми, які залежно від третьої рухомої ланки бувають: кулісно-коромислові, кулісно-повзунні (двоповзунні), кривошипно-кулісні та двокулісні.
Кривошипно-кулісні механізми можуть мати обертову, хитну (коливну) або поступально рухому кулісу.
Кулісно-коромислові механізми отримуються з кривошипно-кулісних за умов обмеження кута повороту кривошипа і бувають з коливною і поступально рухомою кулісою і застосовують для перетворення руху а також у ролі синусних механізмів.
Кулісно-повзунні механізми призначені для перетворення коливального руху куліси у поступальний або навпаки і використовуються як тангенсні механізми у приладах.
В машинах знаходять застосування двокулісні механізми, що забезпечують рівність кутових швидкостей куліс при постійному куті між ними. Цю властивість використовують у муфтах, що допускають зміщення осей валів, що сполучаються (муфта Олдема).

## Застосування
Кулісні механізми застосовують у приводах верстатів, у механізмах розподілу пари парових машин, лічильно-розв'язувальних (синусних) пристроях, приладах тощо. Складні багатоланкові кулісні механізми знайшли застосування у системах регулювання наповнення циліндрів двигунів внутрішнього згоряння, реверсивних механізмах парових машин тощо.